# Ancient Bards
Ancient Bards (Стародавні барди) — італійський симфонічний павер-метал гурт, започаткований у 2006.

## Про групу
Проєкт Ancient Bards бере свій початок в січні 2006 року, коли клавішник Даніеле Мацца вирішив створити метал-групу з епічним і симфонічним звучанням. Після зустрічі з басистом Мартіно Гараттоні проєкт почав втілюватися в життя. Спочатку склад не був стабільним через деякі труднощі, але влітку 2007 року після періоду бездіяльності група сформувала остаточний склад з Сарою Скуадрані як вокалісткою, Клаудіо Пьєтроніком на соло-гітарі, Фабіо Балдуччі на ритм-гітарі і Алессандро Карічіні на барабанах.
Секстет відразу почав роботу над демо «Трейлер Саги Чорного Меча», який містив чотири уривки захоплюючої Саги Чорного Кришталевого Меча, придуманої особисто Даніеле під впливом північних фентезі-сказань і японських історій у стилі Final Fantasy. Під час запису демо Барди також брали участь в декількох італійських «живих» конкурсах, де показали приголомшливий рівень і стабільно брали перші місця. У травні 2008 року «Причіп» був закінчений і звернув на себе увагу багатьох італійських музсайтів і журналів, в яких завжди отримував схвальні відгуки. Тим часом їх помітив Емільяно Нанні, президент книжкового та промо-агентства BRC (Болонья Rock City), який просунув їх на сцену багатьох «живих» клубів на розігріві таких груп, як Turisas, Over The Rainbow, Almah, Білий Череп та ін, де їх незмінно чекав успіх. Влітку 2009 року група записала на Страх Студія в Равенні свій перший повноцінний альбом «Альянс Королів», який вийшов 26 лютого 2010. У ньому поєдналися вокал Сари Скуадрані з чистими хоровими партіями і важким гітарним звуком, що вилилося в шедевр, який заблищав всіма фарбами. Після цього успіху Шість Бардів підписали контракт з компанією Limb Music Products (Rhapsody, Luca Turilli, Pagan's Mind, Eldritch і багато інших).
Стародавні Барди продовжують гастролювати по Італії, підтримуючи такі групи, як Månegarm, Heidevolk, Korpiklaani, Eluveitie та багатьох інших. В цей же час колектив розпочав роботу над другим повноформатним альбомом, який отримав назву «Бездушна дитина». Реліз відбувся 15 листопада 2011 року на лейблі Limb Music GmbH. На трек «To The Master Of Darkness» був знятий відеокліп. На травень 2014 року у групи заплановано участь в італійському фестивалі Gods Of Folk, а в серпні музиканти вирушать підкорювати Чехію на Rock Stone Богемія просто неба. 25 квітня 2014 року вийде третій альбом групи під назвою A New Dawn Ending.

## Дискографія
- 2008: Trailer of the Black Crystal Sword Saga
- 2010: The Alliance Of The Kings
- 2011: Soulless Child
- 2012: Prelude to Awakening
- 2014: A New Dawn Ending
- 2019: Origine — The Black Crystal Sword Saga Part 2